# Concours de Saut International

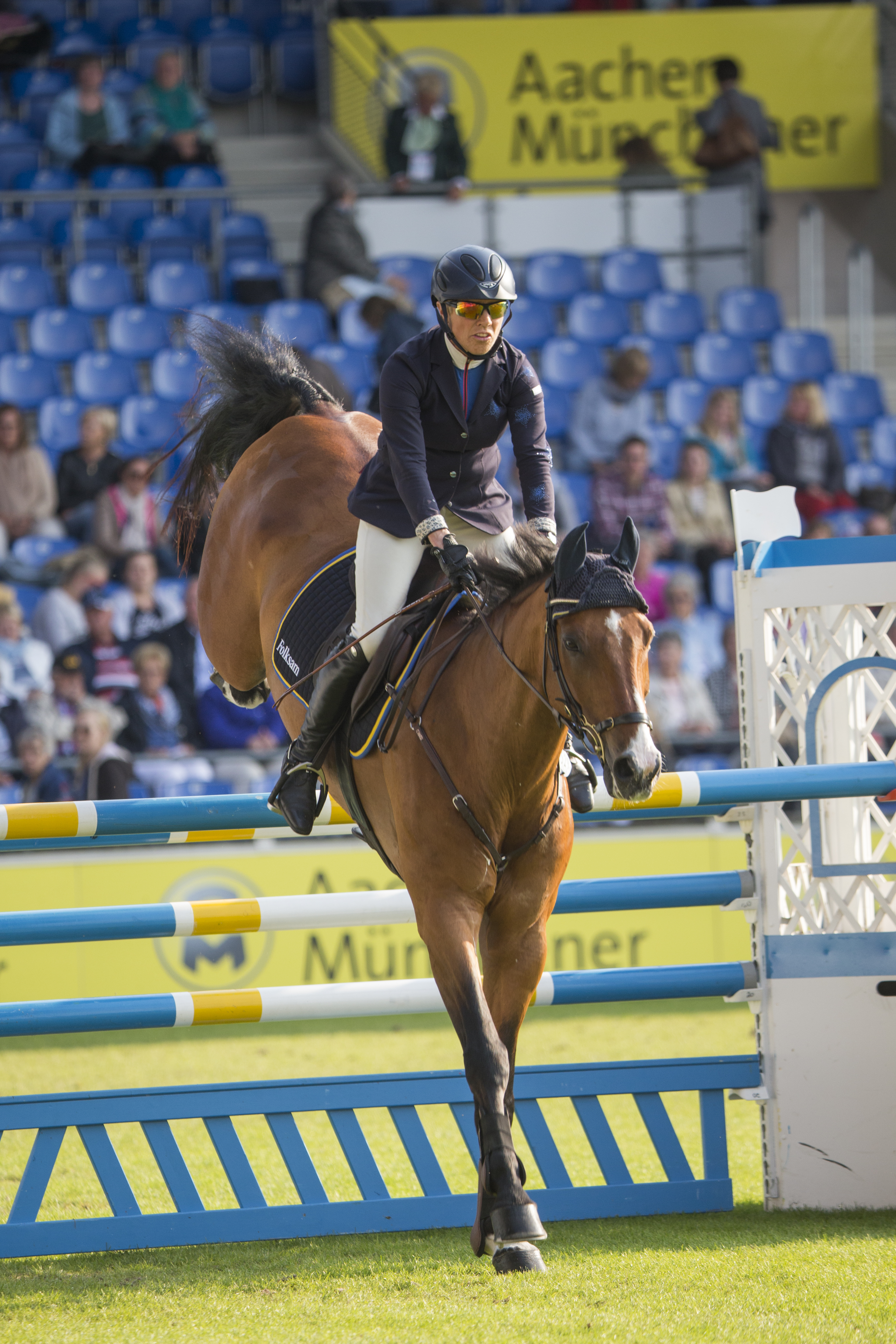
CSI Springen

Concours de Saut International (CSI) ist die Bezeichnung für ein internationales von der FEI ausgerichtetes Turnier im Springreiten.

## CSI
Internationale Springreitturniere, die für alle Altersklassen ausgeschrieben sind, werden seit 2003 in eine von fünf Kategorien eingeteilt, was durch die Anzahl der Sterne gekennzeichnet wird (je nach Schreibweise CSI* bis CSI***** bzw. CSI 1* bis CSI 5*). Die Einteilung geschieht anhand der Höhe des Preisgelds, die minimale Höhe für jede Kategorie wird von der FEI jährlich festgelegt. Je nach Kategorie unterscheiden sich auch die Anforderungen der Turniere, zum Beispiel durch die maximale Höhe der Hindernisse.
Turniere, die heute als CSI 1* ausgeschrieben würden, wurden bis 1996 als CSF bezeichnet, von 1997 bis 2002 war die Bezeichnung CSIC vorgesehen. Entsprechend wurden CSI 2*-Turniere bis 1996 als CSA und von 1997 bis 2002 als CSIB bezeichnet. Turniere, die heute als CSI 3*, 4* oder 5* ausgeschrieben würden, wurden bis 1996 als CSI und von 1997 bis 2002 als CSIA bezeichnet.

## CSIO
Mit der Erweiterung Officiel (CSIO) wird das offizielle internationale Springturnier eines Landes bezeichnet. Im Rahmen der CSIO-Turniere findet jeweils auch der Nationenpreis des jeweiligen Landes statt. Hierbei starten Nationenmannschaften (mit drei oder vier Reitern pro Nation) in einer Springprüfung mit zwei Umläufen; bei Punktgleichheit auf dem ersten Platz entscheidet ein Stechen. Viele Nationenpreise finden im Rahmen des FEI Jumping Nations Cups bzw. der untergeordneten EEF Series statt. Die Nationenpreisturniere werden ebenfalls als CSIO 1* bis CSIO 5* ausgeschrieben.
Von 1970 bis 2020 durfte in Europa jede Nation pro Jahr nur ein CSIO ausschreiben. Mit der Schaffung der EEF Series des Europäischen Pferdesportverband wurde diese Regelung aufgehoben. In Deutschland findet der CSIO im Rahmen des CHIO Aachen statt. Mannheim war 2015 einmalig Austragungsort des 100. CSIO Deutschlands und ist ab 2022 Veranstaltungsort eines zweiten deutschen CSIO im Rahmen des Maimarkt-Turniers.
CSIO in den verschiedenen Ländern:

- Deutschland:  In Deutschland findet der CSIO im Rahmen des CHIO Aachen statt. Mannheim war 2015 einmalig Austragungsort des 100. CSIO Deutschlands und ist ab 2022 Veranstaltungsort eines zweiten deutschen CSIO im Rahmen des Maimarkt-Turniers.[3][4]

- Frankreich: CSIO5* La Baule
- Italien: CSIO Rom
- Irland: Dublin Horse Show
- Luxemburg: CSIO3* Roeser
- Niederlande: CSIO3* Kronenberg, CSIO5* Rotterdam
- Schweiz: CSIO St. Gallen
- Schweden: CSIO5* Falsterbo
- Spanien: CSIO Barcelona

- Kanada: CSIO Spruce Meadows 'Masters' Tournament
- USA: CSIO4* in Wellington (Florida), CSIO5*Ocala[5]

## CSI-W
Turniere, die Teil des FEI-Weltcups Springreiten sind, werden, je nach Kategorie als CSI 1*-W bis CSI 5*-W ausgeschrieben. Bei diesen Turnieren gelten für die Weltcupprüfungen spezielle Weltcup-Regeln bezüglich des Teilnehmerfeldes.

## Weitere Ausschreibungsarten
Internationale Prüfungen der Altersklassen der Ponyreiter (CSIP), Children (CSICh), Junioren (CSIJ), Jungen Reiter (CSIY), U25-Reiter (CSIU25) und Senioren (CSIV) sowie für Amateure (CSIAm) können, auch wenn sie im Rahmen von anderen CSI-Turnieren ausgetragen werden, als eigener CSI ausgeschrieben werden. Diese werden mit den Zusätzen -A bzw. -B klassifiziert (so zum Beispiel als CSIU25-A).
Daneben ist, wie bei der Altersklasse der Reiter, je Staat und Altersklasse die Ausrichtung eines Nationenpreisturnieres möglich. Diese werden nicht weiter klassifiziert.
Weitere gesonderte CSI-Ausschreibungen sind für junge Springpferde (CSIYH) und Reiterinnen (CSIL) möglich. Eigene CSI-Turniere für Reiterinnen wurden bisher jedoch nur in Frankreich ausgetragen. Zur Klassifizierung werden hier ein oder zwei Sterne vergeben.

## Zahlen
Weltweit wurden im Jahr 1995 313 international ausgeschriebene Springreitturniere ausgetragen. Im Jahr 2009 waren dies 526 Turniere mit internationalen Springprüfungen, fünf Jahre später 612 internationale Springreitturniere. In verschiedenen Regionen der Welt, insbesondere in Arabien, kommt es zu einer zunehmenden Ausbreitung des Springreitsports.